# إرنست ديفيد بيرجمان
إرنست ديفيد بيرجمان (بالألمانية: Ernst David Bergmann)‏ (بالعبرية: ארנסט דוד ברגמן‏) هو كيميائي إسرائيلي وألماني، ولد في 1903 في كارلسروه في ألمانيا، وتوفي في 6 أبريل 1975 في حيفا في إسرائيل.

## وصلات خارجية
- إرنست ديفيد بيرجمان على موقع الموسوعة البريطانية (الإنجليزية)